# Min (déu)
Min, un aspecte del déu Amon, era de les deïtats egípcies més antigues. S'origina en el 4t mil·lenni aC durant el període predinàstic.
El seu símbol era el tro, i sempre se'l mostrava com un home amb el penis erecte. En rares ocasions té el cap d'un lleó. Com a déu de la fertilitat i la vegetació, els grecs el van associar amb el déu Pan, però, per la resta, els seus cultes eren diferents.
El culte de Min fou un dels més duradors i estesos. Fou popular a la totalitat d'Egipte en tots els períodes. En especial a les ciutats de Coptos, Akhmim, i Gebtu. En ambdós llocs se'l va adorar sota la forma de brau blanc.
L'enciam, a causa de les seves preteses propietats afrodisíaques, va estar molt associat amb Min, i al principi de l'estació de la collita es treia la seva imatge del temple als camps. Això formava la part central del festival de la sortida de Min, durant el qual es beneïen els cultius i se celebraven jocs gimnàstics en el seu honor.